# Fistful of Metal
A Fistful of Metal az Anthrax amerikai thrash metal együttes első nagylemeze, amely 1984 januárjában jelent meg. Ezen az albumon még nem a klasszikus felállásban szerepelt az Anthrax. Az énekes Neil Turbin volt, a basszusgitáros pedig Dan Lilker. Mindketten a lemez megjelenése után távoztak a zenekarból. Lilker ezután alapította meg Nuclear Assault nevű együttesét.

## Az album dalai
| 1. | Deathrider                              | 3:10 |
| 2. | Metal Thrashing Mad                     | 2:39 |
| 3. | I’m Eighteen (Alice Cooper-feldolgozás) | 4:02 |
| 4. | Panic                                   | 3:58 |
| 5. | Subjugator                              | 4:38 |

| 6.  | Soldiers of Metal                 | 2:55 |
| 7.  | Death from Above                  | 5:00 |
| 8.  | Anthrax                           | 3:24 |
| 9.  | Across the River (instrumentális) | 1:26 |
| 10. | Howling Furies                    | 3:55 |

## Közreműködők
- Neil Turbin – ének
- Dan Spitz – szólógitár
- Scott Ian – ritmusgitár
- Dan Lilker – basszusgitár
- Charlie Benante – dob